# Medstugu-Musvaltjärnen
Medstugu-Musvaltjärnen är en sjö i Åre kommun i Jämtland och ingår i Indalsälvens huvudavrinningsområde. Sjön har en area på 0,0721 kvadratkilometer och ligger 648,7 meter över havet.

## Delavrinningsområde
Medstugu-Musvaltjärnen ingår i det delavrinningsområde (705449-133437) som SMHI kallar för Ovan Valbäcken. Medelhöjden är 636 meter över havet och ytan är 18,85 kvadratkilometer. Det finns inga avrinningsområden uppströms utan avrinningsområdet är högsta punkten. Asån som avvattnar avrinningsområdet har biflödesordning 4, vilket innebär att vattnet flödar genom totalt 4 vattendrag innan det når havet efter 360 kilometer. Avrinningsområdet består mestadels av skog (37 procent), sankmarker (43 procent) och kalfjäll (20 procent). Avrinningsområdet har 0,07 kvadratkilometer vattenytor vilket ger det en sjöprocent på 0,4 procent.